# خوان ویدما
خوان ویدما (انگلیسی: Juan Viedma؛ زادهٔ ۲۷ اکتبر ۱۹۷۴) بازیکن سابق فوتبال اهل هلند است که در پست هافبک دفاعی یا مدافع میانی بازی می‌کرد.